# Xenopus borealis
Xenopus borealis es una especie de anfibio anuro de la familia Pipidae.

## Distribución geográfica
Esta especie es endémica de África centro-oriental. Se encuentra por encima de 1350 m sobre el nivel del mar:
- en Kenia;
- en Tanzania.[3]

## Publicación original
- Parker 1936 : Reptiles and Amphibians collected by the Lake Rudolf Rift Valley Expedition, 1934. Annals and Magazine of Natural History, sér. 10, vol. 18, p. 594-609.[4]